# Gyömrő
Gyömrő là một thành phố thuộc hạt Pest, Hungary. Thành phố này có diện tích 26,51 km², dân số năm 2010 là 16133 người, mật độ 609 người/km².